# پیز پالو
پیز پالو (به لاتین: Piz Palü) یک کوه در سوئیس است که در کانتون گراوبوندن واقع شده‌است. پیز پالو ۳٬۹۰۰ متر بالاتر از سطح دریا واقع شده‌است.